# Prajñāpāramitā Sarvatathāgatamātā Ekākṣarā
Il Prajñāpāramitā Sarvatathāgatamātā Ekākṣarā è un sūtra buddista della classe della Prajñāpāramitā originariamente scritto in sanscrito e oggi esistente solo nella traduzione in tibetano (con il titolo di: དེ་བཞིན་གཤེགས་པ་ཐམས་ཅད་ཀྱི་ཡུམ་ཤེས་རབ་ཀྱི་ཕ་རོལ་ཏུ་ཕྱིན་མ་ཡི་གེ་གཅིག་མ་ཞེས་བྱ་བ, De-bźin gšegs-pa thams-cad kyi yum šes-rab-kyi pha-rol-tu phyin-pa yi-ge gcig-ma źes bya-ba, Toh. 23). Ovvero: Il sūtra in una sola lettera madre della Prajñāpāramitā madre di tutti i Tathāgata o, più brevemente, il Sūtra della Perfezione della Saggezza in una sola lettera.

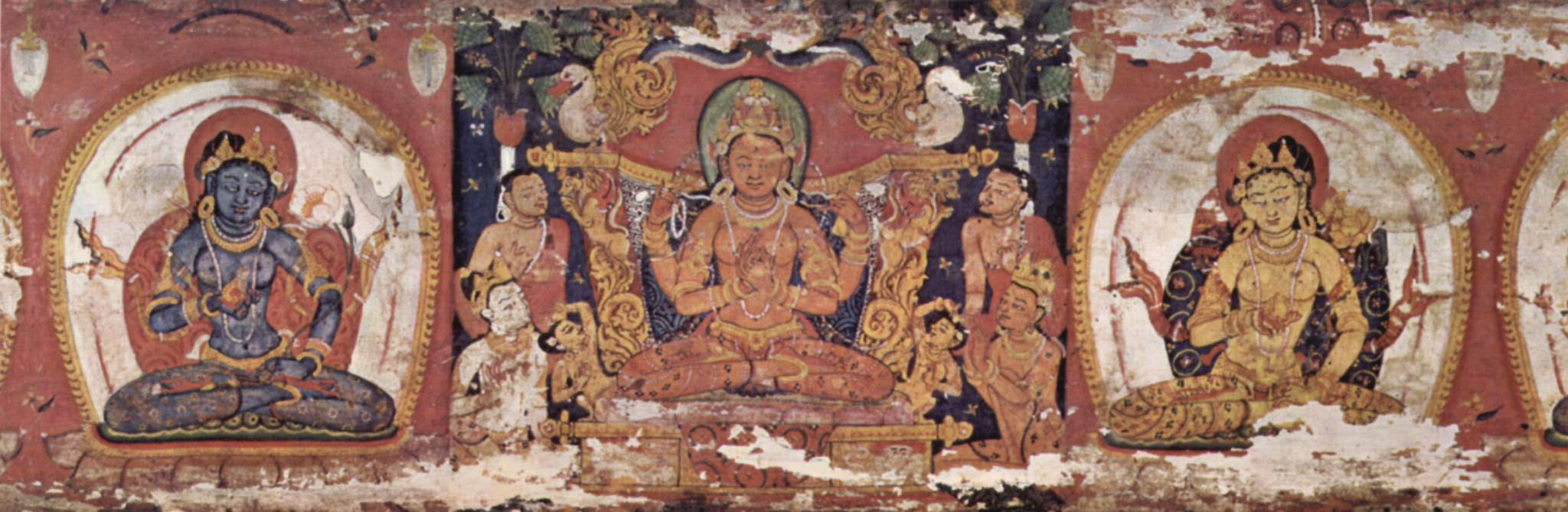
Rappresentazione della Prajñāpāramitā, India circa 1080, stile Pāla, Bodleian Library

Giacché il titolo in sanscrito può solo essere desunto per induzione dal tibetano, talora compare nella letteratura accademica con delle varianti, quali: Ekākṣari Prajñāpāramitā Sūtra, Ekākṣari-Prajñāpāramitā-sarvatathāgata-mātā-nama o Eka-akṣari-Prajñāpāramitā sarvatathāgata-māthā-nama.
La data di composizione viene indicata posteriore al 350, cioè successiva a quella del Sūtra del Cuore, e precedente al 500.

## Il Testo
A dispetto della lunghezza del titolo il sūtra è il più breve tra quelli della classe della Prajñāpāramitā, e forse il più breve sutra mai scritto in assoluto se ci concentriamo nel solo enunciato significativo.

Si apre infatti con la classica formula "Così ho udito", specificando il luogo in cui si svolse il sermone, il Picco dell'Avvoltoio (Griddhkuta, pāli: Gijjhakūta) a Rājagṛha. Colà il Buddha, davanti a 1.250 monaci e bodhisattva disse, rivolto al venerabile Ānanda:

## Il messaggio
Considerare il messaggio di questo sūtra significa necessariamente rinviare al contenuto di sūtra analoghi, quali il Sūtra del Diamante e il Sūtra del Cuore. La radicalità di questo testo risiede dalla scelta di condensare in un'unica vocale il messaggio che la śūnyatā, il vuoto che permea sia il divenire che lo stato di buddhità, goda di totale identità, priva di aggettivazione positiva. Da qui la mancanza di possibilità di determinazione positiva dei dharma siano essi oggetti sensibili od oggetti mentali.

Sia in pāli che in sanscrito la vocale utilizzata è la prima dell'alfabeto, la "अ" o scevà (pronuncia: ə). Come la corrispondente greca alpha viene utilizzata come prefisso privativo negando il significato del sostantivo con cui si lega.
In Giappone, nel Buddismo Shingon, è particolarmente praticata la meditazione su questa vocale, connessa al Buddha trascendente Vairocana.